# フランス領チャド

チャド植民地
Colonie du Tchad (フランス語)

国歌: La Marseillaise（フランス語）
ラ・マルセイエーズ

フランス領チャドの位置

フランス領チャド（フランスりょうチャド）は、現在のチャド地域に1900年から1960年まで存在した植民地である。フランス植民地帝国の一部を成していた。

## 概要
フランスによる植民地主義は、1900年にフランス領チャド及び保護領の軍事領土が設置されたときが始まりである。1905年からは、チャドは中部アフリカのフランス植民地の連合体に組み込まれ、1910年からはフランス領赤道アフリカの名で知られるようになった。1920年、チャドはフランスの民政移管を受けたが、慢性的な放置状態にあった。
チャドは、1940年にフェリックス・エブエの指揮下で、フランスの植民地としては初めて自由フランス側に結集したことで知られている。第二次世界大戦後、フランスはアフリカ系住民の代表権を限定的に認めたため、政治的には南部を基盤とする革新的なチャド進歩党（PPT）とイスラム系の保守的なチャド民主連合（UDT）が衝突することになった。最終的に勝利したのはPPTで、1960年にフランソワ・トンバルバイの指揮の下、独立を果たした。

## フランスによる征服
19世紀に入ると、ヨーロッパのアフリカへの関心が高まった。1887年、富を求めたフランスは、中央アフリカ西海岸の開拓地から内陸に入り、ウバンギ・シャリ（現在の中央アフリカ共和国）の領有権を主張した。この地域をフランスの勢力圏と主張し、2年後には現在のチャド南部の一部を占領した。1890年代初頭、チャドに派遣されたフランス軍の遠征隊は、1890年代を通じてチャド南部で奴隷襲撃（ラジアス）を行い、ボルヌ帝国、バギルミ・スルタン国、ワダイ帝国の集落を略奪していたラビ・アズ＝ズバイルの軍と遭遇した。何年にもわたって戦いが続いた後、1900年のクーセリの戦いでフランス軍はついにラビ・アズ＝ズバイルを破った。その後、ワダイ戦争中や、ボルク及びティベスティなどで激しい抵抗を受けながらも、フランス軍はチャド東部や北部に徐々に進出した。
フランスは1917年にチャドの最後の独立国を征服し、1920年までに先住民の主要な反乱を鎮圧した。

## 植民地時代の行政
チャドの植民地時代のは、領土を統一するための政策がなかったことと、近代化のペースが異様に遅かったことという2つの要素があった。フランスの優先順位の中で、チャドの植民地は最下位に位置しており、非アフリカ地域、北アフリカ、西アフリカ、さらには中央アフリカの他のフランス領よりも重要ではなかった。フランス人は、チャドを主に、南部の、より生産性の高い植民地で使用するための綿花の原産地と単純労働の労働力の供給源として認識していた。チャド国内には、法秩序を維持する以上のことをするための意志も資源もありませんでした。実際、このような基本的な統治機能でさえ、しばしば軽視されていた。植民地時代を通じて、チャドの広い地域は、ンジャメナ（1973年9月以前はフォート・ラミーと呼ばれていた）から効果的に統治されることはなかった。
チャドは1905年に、南にある2つのフランスの植民地、ウバンギ・シャリ、中コンゴ（現在のコンゴ共和国、ガボン）と統合された。しかし、チャドが独立した植民地としての地位を得て、統一された行政方針を持つようになったのは1920年のことである。この3つの植民地は、ブラザヴィルに駐在する総督の指揮の下、フランス領赤道アフリカとしてまとめて管理された。総督は、対外・対内安全保障、経済・財政問題、フランス植民地公使とのすべての連絡を含む連邦の広範な行政管理を行っていた。同じくフランス政府によって任命された副総督は、総督の命令を各植民地で実行するはずだった。1910年から1946年にかけて改革派が地方分権を進めたにもかかわらず、ブラザヴィルの中央政府は副総督を厳しく管理していた。チャドの副総督は、ブラザヴィルからの距離が近いことと、他の3つの植民地に対するフランスの関心が高かったことから、より大きな自治権を持っていた。国内に配備されている軍隊の数については、3つの大隊があり、合計約3,000人の兵士がいた。
ブラザヴィルからの支配線は脆弱であっても、ンジャメナから民衆への支配線はまだ強固であった。広大なボルク＝エネディ＝ティベスティ州では、一握りのフランス軍政官がすぐに砂漠の住民と暗黙の了解に達した。キャラバンの道が比較的安全であり、最低限の法と秩序が守られている限り、軍政官（本部はファヤ・ラルジョー）は通常、住民を放置した。チャド中央部では、フランスの支配はより実質的なものであった。ワダイ県とビルティン県では、フランス人に対する抵抗が続いており、場合によっては、盗賊や山賊行為を抑えようとする権力者に対する抵抗も見られた。人員の少ない植民地政府は、乾燥したカネム県や人口の少ないゲラ県、サラマト県などを弱く監視しているに過ぎなかった。1920年代にも昔ながらのラジアスが続き、1923年にはメッカに向かうセネガル人ムスリムの一団が拉致され、奴隷として売られたことが報告された。フランス政府は、効果的な統治に必要な資源を費やすことができないため、散発的な強制と、スルターンによる間接統治への依存を強めていった。
フランスは南部のみを実質的に統治することができたが、1946年まで行政の指揮はンジャメナではなく、ウバンギ・シャリのバンギから取られていた。北部や中部のチャドとは異なり、南部の民族であるサラ族とその近隣の人々の間には、フランスの植民地時代の直轄民政制度が設けられていた。また、チャドの他の地域とは異なり、南部では1929年に大規模な綿花生産が導入されたため、それなりの経済発展が見られた。また、フランス軍に従軍した南部の人々への送金や年金も、経済的な豊かさをもたらした。
しかし、収入が増え、学校や道路が整備されても、南部ではフランス人の支持を得ることができなかった。何千人もの命を奪った強制運搬制や村の移転などの以前からの不満に加えて、南部の農民は、フランスが人為的に安い価格で購入した綿花の生産に強制的なノルマを課せられたことに憤りを感じていた。政府に守られた首長たちは、この状況をさらに悪用した。首長は、それまで無国籍国家であったこの地域で、フランス人が人工的に作り出した存在であったため、なおさら恨まれたのである。このような扱いの共通性と植民地の組織的枠組みにより、この時期、それまで小さな親族集団に限られていた人々の間に、サラ族の民族性が生まれ始めた。
フランスはチャドの征服に力を入れていたが、その後の統治は中途半端だった。フランスの植民地役人がチャドへの赴任を拒んだため、新米の役人や不遇の役人が赴任することが多かったのである。フランス帝国の歴史家の一人は、「頭が悪くても、堕落していても、チャドでの任務に適さないことはほとんどない」と結論づけている。しかし、大きなスキャンダルは定期的に発生し、多くのポストが空席のままだったのである。例えば、1928年には、チャドの小区域の42％に公式な管理者がいなかった。
1935年、1970年代から1980年代にかけて、大きな影響を与える出来事があった。この年、フランス植民地政府は、リビアの植民地支配者であるイタリアと国境調整の交渉を行った。この調整により、リビアとチャドの境界線は、アオゾウ地帯を挟んで約100キロ南に移動することになった。フランス議会はこの協定を批准しなかったが、この交渉は数十年後にリビアがこの地域の領有権を主張する根拠の一部となった。

## フェリックス・エブエ
1940年、チャドの副知事であるフェリックス・エブエが、フランス領赤道アフリカ（AEF）連盟の他のメンバーを率いて、ヴィシーフランス政府ではなくシャルル・ド・ゴール率いる自由フランスを支持したことで、チャドは国際的に有名になった。チャドはフィリップ・ルクレール大佐のフェザーン征服（1940年～1943年）の拠点となり、このエピソードはチャドとドゴールの世代のフランス人との間の永続的な絆の基礎となった。チャドにはかつてないほど多くの資金と注目が集まり、エブエは1940年11月にAEF全体の総督に就任した。
アフリカ人とヨーロッパ人の混血としてフランス領ギアナに生まれたエブエは、アフリカの無秩序な近代化による文化の離散の問題に強い関心を持っていた。彼は、伝統的な指導者に権限を与えると同時に、彼らに近代的な行政技術を習得させようとしました。彼は、アフリカの中流階級の専門家が都市で活躍することを認めていましたが、労働者の都市への移住には反対し、代わりに労働者が家族と一緒にいられるような総合的な農村産業の創設を支持しました。1944年にエブエが亡くなると、AEFは進歩的なアイデアの主要な供給源を失い、チャドはフランスで大きな影響力を持つ指導者を失った。

## フランスの領土議会
第二次世界大戦が終わると、フランスの有権者はエブエらの進歩的な考えの多くを否定した。それにもかかわらず、1946年に承認された憲法では、チャドをはじめとするアフリカの植民地に、権利は限定されたものの、領土議会を選出する権利が認められた。そして、議会は全フランス領赤道アフリカのフランス総評議会への代表者を選出した。総督は高等弁務官に改称され、各領土は国民議会、共和国評議会、フランス連合議会などのフランス議会の代表者を選出する権利を得たのである。アフリカの人々はフランス国籍を持つ市民になり、植民地はフランスの海外領土となった。しかし、実際の権限の中心はパリに残り、1946年の改革によって投票のための二重選挙制度が定められたこともその理由であった。一つはチャドのヨーロッパ人のために、もう一つはアフリカ人が「コレージ・デ・オートクソン（先住民選挙区）」のためにのみ投票できるようになっていた。」フランス領赤道アフリカの運営は引き続きフランス人が支配していた。1955年以前、チャドのアフリカ人を公務員として育成する正式な試みは行われなかった。良い面としては、1946年の改革により強制労働が廃止された。

## 地方政治
1950年代初頭まで、チャドの政治の発展はフランスを起源とする政治勢力が支配していた。地方選挙では、1946年に設立されたチャド民主連合（Union Démocratique Tchadienne、略称UDT）のメンバーが主に勝利していた。この連合はフランスのド・ゴール主義政党であるフランス人民連合と関連しており、フランスの商業利益団体と、主にムスリムとワダイ人の貴族からなる伝統的指導者の集団を代表していた。チャドのヨーロッパ系住民は、党派的政治目的に公務員を利用し始めた。UDTに反対する組織に所属するアフリカ人公務員は、すぐに解雇されたり、遠くの地方に異動させられたりすることとなった。例えば、フランソワ・トンバルバイ（後の大統領）は、組合活動や野党のチャド進歩党（Parti Progressiste Tchadien、略称PPT）に所属していたことが原因で、教師の職を失い、レンガを手作りするようになった。
しかし、1953年になるとヨーロッパ主導の政治ではなくなり、PPTがUDTの主要なライバルとして台頭してきた。PPTのリーダーは、パナマ生まれで1946年にチャドに赴任した黒人の植民地行政官であるガブリエル・リゼットだった。フランス国民議会の副議長に選出されたリゼットは、後に当時はかなり過激とされていた、地域を超えたマルクス主義志向の政党であるアフリカ民主連合（Rassemblement Démocratique Africain、略称RDA）の事務局長に抜擢された。PPTはRDAの領土支部として誕生し、国内の非イスラム系知識人の政治的手段として急速に普及していった。伝統的な支配者たちは、PPTが自分たちの利益に反するものであると認識しており、地方議会が自分たちの収入や権力に悪影響を及ぼす可能性があると考えていた。これらの要因により、伝統的支配者たちはUDTに積極的に参加するようになった。UDTは内部分裂のため、1950年代後半にチャド社会活動（Action Sociale Tchadienne、略称AST）と名称を変更した。
1950年代には党名が頻繁に変更され、派閥の分裂も激しかったが、選挙では基本的に3つの政治ブロック、すなわちUDT（AST）、PPT、そしてシャリ＝バギルミ県とカネム県のアフメド・クーラマラの同盟者の間で競争が行われた。巧妙な政治家であり、チャドのティジャニヤ・イスラム兄弟団のカリスマ的リーダーであったクーラマラは、時と場所によって、バギルミ族の貴族（スルターンの疎遠な息子）、急進的な社会主義者、過激なイスラム原理主義者として選挙活動を行った。その結果、1950年代の政治は、主にPPTを支持する南部と、UDT（AST）を支持するイスラム教徒のサヘルベルトとの間の争いとなった。クーラマラは、その中間でおおむね破壊的な役割を果たした。

## 自治権の拡大
1956年、フランス国民議会は海外改革法と呼ばれるloi cadre（可能にする法律）を可決し、チャドをはじめとするアフリカ地域の自治権拡大を実現しました。選挙制度改革により有権者の数が増え、チャドの北部や中部の人口の少ない地域から南部の人口の多い地域へと権力が移っていったのです。PPTは戦闘的ではなくなり、南部の首長やフランスの植民地政府のメンバーの支持を得たが、フランスの民間商業者の支持は得られなかった。1957年3月31日に行われた選挙では、65議席中、PPTが32議席、PPTの盟友であるチャド独立社会党（PSIT）とUDTが15議席、ASTの分派であるチャド独立農業者集会（GIRT）が9議席、ASTが8議席、そして最後の1議席は無所属の候補者が獲得した。この勝利の結果、リゼットとPPTはチャドで初のアフリカ政府を樹立した。しかし、リゼットが過半数を維持したのは1年ほどで、伝統的な首長を代表する派閥が彼の連立政権への支持を撤回した。

## フランスの連邦制とチャドの独立
1958年9月、アフリカの全フランス領において、ド・ゴールのもとで作成された第五共和政憲法の国民投票が行われた。チャドの政治団体の多くは、政治的・経済的な理由から新憲法を支持し、チャドをフランス共同体の中の自治共和国にするという決議に全員が賛成したのである。AEFの他の3つの領土も同様の投票を行い、1958年11月にAEFは正式に解体された。関税や通貨などの問題については、4つの領土の間で書面による協定やその場限りの調整が行われていた。しかし、一部のチャド人は、独立ではなく、より強力なフランス連邦の設立を支持していた。この提案の主唱者は、ウバンギ・シャリのバルテレミー・ボガンダであったが、1959年に彼が死亡したことと、ガボンの強力な反対により、4つの共和国はそれぞれ独立した形で政治的に独立することになった。
1959年初頭にリゼット連合が崩壊した後、2つの連合が一時的に政権を取った。1959年初頭にリゼット連合が崩壊した後、他の2つの連合が一時的に政権を取ったが、3月にPPTが政権に復帰した。今回は、連合のリーダーであり、モワイヤン・シャリ県の代表であるトンバルバイの指導の下で行われました。リゼットは、アフリカ人ではないという理由で力を失っていたが、経済調整と国際関係を担当する副首相となった。トンバルバイはすぐに南部と北部から十分な政治的支持を得て、反対派をチャド中央部の保守的なイスラム教指導者の集まりに隔離した。後者のグループは1960年1月に政党を結成したが、トンバルバイが個々のメンバーをPPTに引き入れたため、議会での代表権は着実に減少した。1960年8月の独立までにPPTと南部が優位に立ったことは明らかだったが、トンバルバイの政治的手腕により、幅広い政治勢力の連合体を構築することが容易となった。